# Linha Campos
A Linha Campos: Central de Campos ↔ Guarus foi uma das linhas da Central localizada no município de Campos dos Goytacazes, no norte do estado do Rio de Janeiro.

## Histórico
A linha atual foi uma iniciativa do governo estadual para minimizar as dificuldades que os moradores da cidade de Campos dos Goytacazes em cruzar o Rio Paraíba do Sul, já que este corta a cidade ao meio. Imediatamente, após a interdição das duas pontes rodoviárias da cidade, ocorrida após as chuvas de janeiro de 2007, foram deslocadas três composições de passageiros e uma locomotiva para transportar os moradores nos dois lados do Rio. A parada de Guarus foi construída as pressas na ocasião.
O governo estadual pretendia extinguir o serviço tão logo as pontes fossem restauradas, porém a prefeitura de Campos solicitou a Central, um estudo para viabilizar de forma permanente um trem regional ligando os extremos da cidade, tendo em vista a intenção da FCA, concessionária da linha, de abandonar o trecho urbano da linha com a construção de uma variante.[carece de fontes?]
No dia 13 de julho de 2007 a linha foi desativada, depois de cinco meses de operação. No dia 29 de outubro deste mesmo ano o transporte nesta linha foi retomado, a princípio sem data definida para sua extinção, porém o serviço foi extinto definitivamente em 28 de março de 2008.

## Estações
| Sigla | Estação                             | Comentários |
| ----- | ----------------------------------- | ----------- |
| ---   | Central de Campos                   |             |
| ---   | Parada Provisória Jardim Carioca    |             |
| ---   | Parada Provisória Parque Novo Mundo |             |
| ---   | Parada Provisória de Guarus         |             |

## Ligações Externas
- Site oficial da CENTRAL
- Trem de Campos